# Luke Kennard
Luke Douglas Kennard (* 24. Juni 1996 in Middletown, Ohio) ist ein US-amerikanischer Basketballspieler, der bei den Atlanta Hawks in der NBA unter Vertrag steht.

## Laufbahn
Kennard wechselte nach seiner Schulzeit, in der er für die Franklin High School in Franklin (Ohio) Basketball sowie American Football spielte, an die Duke University. Dort spielte er ab der Saison 2015 unter Trainer Mike Krzyzewski.
Im Hemd der „Blauen Teufel“ machte Kennard als treffsicherer Distanzschütze auf sich aufmerksam und erzielte zwischen 2015 und 2017 in insgesamt 73 Partien 143 Dreier. Im Spieljahr 2016/17 führte er Duke mit einem Punkteschnitt von 19,5 pro Begegnung an, mit 2,5 Korbvorlagen pro Spiel lag er in dieser Kategorie mannschaftsintern auf dem zweiten Rang.

### NBA
Im Anschluss an diese Saison vollzog er den Sprung ins Profigeschäft und meldete sich für den NBA-Draft 2017 an. Beim Auswahlverfahren der Liga sicherten sich die Detroit Pistons die Rechte an Kennard. Ausgewählt wurde er als gesamt zwölfter Spieler.
Anfang Juli 2017 wurde Kennard von den Pistons mit einem Vertrag ausgestattet und hatte in der NBA Summer League erste Auftritte mit seiner neuen Mannschaft. Kennard überzeugte in seinem ersten NBA-Spieljahr 2017/18 insbesondere als Distanzschütze und erzielte pro Einsatz 7,6 Punkte im Durchschnitt. Die nächsten beiden Jahre verbesserte sich Kennard beständig, begann die Saison 2019/20 gut und erzielte fast 16 Punkte pro Spiel, ehe er mit einer Knieverletzung für den Rest der Saison ausfiel. Während der Saison wurde er zu den Los Angeles Clippers transferiert, fiel jedoch zunächst wegen einer Knieverletzung aus. Bis Februar 2023 stand er für die Kalifornier in 183 NBA-Spielen auf dem Feld, seinen besten Saisonpunkteschnitt für Los Angeles erreichte er 2021/22 mit 11,9. Er wurde in einem Tauschhandel an die Memphis Grizzlies abgegeben.
Im Juli 2025 wurde Kennard, der sich vor allem durch seine Treffsicherheit beim Dreipunktewurf einen Namen gemacht hatte, von den Atlanta Hawks verpflichtet.

### Nationalmannschaft
Kennard gewann mit der U18-Nationalmannschaft seines Heimatlandes Gold bei der Amerikameisterschaft 2014.

## Karriere-Statistiken

### NBA

#### Hauptrunde
| Saison  | Team                    | GP  | GS  | MPG  | FG % | 3P % | FT % | RPG | APG | SPG | BPG | PPG  |
| ------- | ----------------------- | --- | --- | ---- | ---- | ---- | ---- | --- | --- | --- | --- | ---- |
| 2017–18 | Detroit                 | 73  | 9   | 20.0 | .443 | .415 | .855 | 2.4 | 1.7 | 0.6 | 0.2 | 7.6  |
| 2018–19 | Detroit                 | 60  | 10  | 22.8 | .438 | .394 | .836 | 2.9 | 1.8 | 0.4 | 0.2 | 9.7  |
| 2019–20 | Detroit                 | 28  | 25  | 32.9 | .442 | .399 | .893 | 3.5 | 4.1 | 0.4 | 0.2 | 15.8 |
| 2020–21 | L.A. Clippers           | 63  | 17  | 19.6 | .476 | .446 | .839 | 2.6 | 1.7 | 0.4 | 0.1 | 8.3  |
| 2021–22 | L.A. Clippers           | 70  | 13  | 27.4 | .449 | .449 | .896 | 3.3 | 2.1 | 0.6 | 0.1 | 11.9 |
| 2022–23 | L.A. Clippers / Memphis | 59  | 14  | 22.3 | .492 | .494 | .949 | 2.7 | 1.5 | 0.5 | 0.1 | 9.3  |
| 2023–24 | Memphis                 | 39  | 22  | 25.6 | .448 | .450 | .889 | 2.9 | 3.5 | 0.5 | 0.1 | 11.0 |
| Gesamt  | Gesamt                  | 395 | 110 | 23.5 | .454 | .439 | .879 | 2.8 | 2.1 | 0.5 | 0.1 | 10.0 |

#### Play-offs
| Saison  | Team          | GP | GS | MPG  | FG % | 3P % | FT %  | RPG | APG | SPG | BPG | PPG  |
| ------- | ------------- | -- | -- | ---- | ---- | ---- | ----- | --- | --- | --- | --- | ---- |
| 2018–19 | Detroit       | 4  | 2  | 33.3 | .489 | .600 | .833  | 4.0 | 1.8 | 0.8 | 0.3 | 15.0 |
| 2020–21 | L.A. Clippers | 15 | 0  | 14.6 | .477 | .412 | .500  | 0.9 | 0.5 | 0.1 | 0.0 | 5.6  |
| 2022–23 | Memphis       | 5  | 0  | 21.4 | .522 | .500 | 1.000 | 4.0 | 1.4 | 0.8 | 0.0 | 7.2  |
| Gesamt  | Gesamt        | 24 | 2  | 19.1 | .489 | .463 | .833  | 2.1 | 0.9 | 0.4 | 0.0 | 7.5  |